# Guillermo Nimo
Guillermo José Nimo (Buenos Aires, 22 de febrero de 1932 - Ibídem, 12 de enero de 2013) fue un árbitro de fútbol y (a partir de 1969) comentarista deportivo argentino. Con una larga trayectoria en programas deportivos, se convirtió en un personaje icónico de la televisión argentina gracias a su estilo histriónico y casi humorístico para expresar sus opiniones sobre el fútbol argentino. También trabajó ocasionalmente como actor.

## Biografía

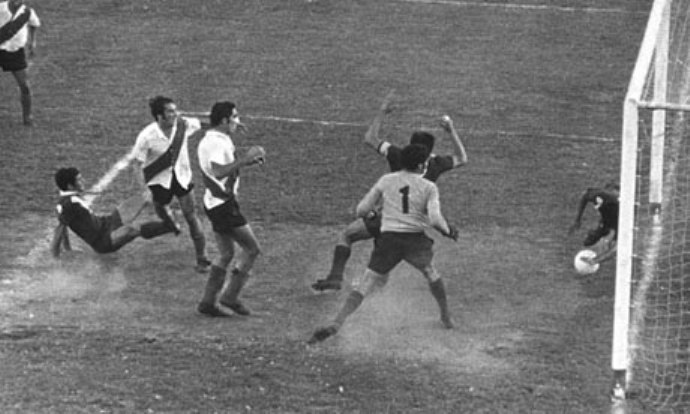
Partido entre River Plate y Vélez Sarsfield acaecido en 1968, en el cual un grosero fallo le costó la carrera.

Egresado de la Escuela Superior de Comercio Carlos Pellegrini de Buenos Aires como perito mercantil, dejó atrás su sueño desde los 16 años de entrar en el servicio militar. Fue hijo único de una familia de clase media alta. Desde chico siempre fue un hombre de carácter y arriesgado. Según contó una vez,[cita requerida] cuando era chico rompió un cristal, jugando con su madrina, haciéndose un corte de unos 15 cm en el brazo derecho. Como no se lo podían suturar, debían ponerle unas grapas para unir los tejidos, para lo cual tuvieron que atarlo con un chaleco de fuerza entre cuatro médicos.
Estudió periodismo, siendo su gran maestro el ya fallecido Alejandro Rossiglione. Trabajó con grandes como Dante Panzeri y Néstor Navarro.
Era un gran amigo personal del cantante de tango Julio Sosa en su época como solista, siendo incluso la "mascota" del micro de las fiestas de fin de semana.
En su opinión los mejores jugadores fueron como arquero Amadeo Raúl Carrizo, como defensor Roberto Perfumo (al que alguna vez tuvo el privilegio de sacarle la tarjeta roja durante un partido) y como mejor delantero Walter Gómez.

## Carrera
De joven jugaba al fútbol en la posición de arquero, llegando a formar parte de la reserva del Club Atlético Huracán, la que dejó porque aseguraba que «le gustaba andar de parranda y casi ni dormía para el partido». También se había desempeñado como arquero amateur en Club Atlético Gimnasia y Esgrima de Buenos Aires.
Fue árbitro de fútbol en los años 1960, hasta que pasó a la historia en un partido de desempate definitorio del Torneo Nacional 1968 entre Vélez Sársfield y River Plate por no cobrar una clara mano del defensor de Vélez, Luis Gallo, dentro de su propia área. El encuentro finalizó 1:1 y el conjunto de Liniers se consagró campeón por primera vez. Además fue el primero en arbitrar la obtención de un título por parte de un equipo no perteneciente a los cinco grandes, Estudiantes de La Plata, contra Racing Club.
Fue el primer árbitro que menos jugadores expulsó en un campo de juego. El máximo de jugadores que le sacó la tarjeta roja en un año fueron tres.
Fue expulsado del Círculo Deportivo Argentino porque movía mucho sus manos y porque no era serio lo que hacía. Una vez supo aparecer disfrazado de pantera rosa para dirigir un partido.
Terminada su carrera como árbitro se dedicó de lleno a los medios, donde tomó relevancia en el programa La noche del domingo de Gerardo Sofovich, en el cual Nimo se encargaba de comentar la fecha futbolística del día. Allí se hicieron famosas sus secciones «la perla blanca» y «la perla negra», en las que elegía el mejor y el peor desempeño de la jornada, finalizando su espacio con su frase más famosa: «por lo menos así lo veo yo».
La imagen de Nimo fue creciendo en los medios y luego se desempeñó como panelista en el programa Polémica en el fútbol, que se emitía los domingos al mediodía, donde anunciaba sus pronósticos para los partidos, acuñando una nueva muletilla: «Sic sic».
Es recordado por ser el primer periodista que cinco meses antes dijo que César Luis Menotti era el gran técnico de River Plate.
Su primer programa televisivo fue Tangoleria conducido por Roberto Galán, emitido todos los días de 13 a 15 por Canal 13.
Esta exposición mediática lo llevó a incursionar en otros medios como el cine. En 1980 participó en la película Gran valor, junto a Juan Carlos Calabró, Vicente La Russa y otros grandes actores. Volvió a participar en cine en 1999 en Esa maldita costilla, junto a Susana Giménez, Betiana Blum, Guillermo Francella y Luis Brandoni, entre otros. En ambas películas actuó de sí mismo.
En 1981 tuvo un famoso altercado con el DT Ángel Labruna mientras participaba de Semana Nueve, conducido por Gerardo Sofovich, diariamente de 13 a 15. El comentarísta lo criticó duramente un día por su desempeño y el técnico se apareció sorpresivamente al día siguiente increpándolo, Gerardo lo tranquilizó y tuvieron una pequeña disputa frente a cámara.
En 1988 fue entrevistado por Lucho Avilés y Oscar Otranto en el programa El pueblo quiere saber, cuando se le preguntó si él se consideraba un buen comentarista, este respondió 

"Yo no sé si soy un buen comentarista deportivo, lo que sí estoy totalmente convencido es de que creé un estilo. Yo nunca gané un Martín Fierro, porque generalmente se lo dan a periodistas que a veces no coinciden con lo que yo hago, pero yo me gano un Martín Fierro todos los días cuando un niño, una mujer o un hombre mayor por la calle me gritan ¡Maestro!, ¡ídolo!, ¡genio!, mejor Martín Fierro que ese no hay".

En 1996 comenzó su programa Nimo no Perdona por la emisora radial La Red, en el que se destacaban sus críticas al fútbol en general y con el que tuvo gran audiencia, sobre todo entre el público adolescente. Se hicieron populares en aquella época las frases: «sic sic», «La colorada», «exceccional», «el gran Pirincho», «la cantina de don David» y «Peter Hot Dog».
Participó también como invitado en el programa de televisión El show del fútbol conducido por Alejandro Fantino, que se transmite por América TV. Otro punto destacable de Nimo en la exposición pública fue su participación en el video La guitarra de Los Auténticos Decadentes en 1995, donde no solo interpreta el estribillo de la canción, sino que también participa en el videoclip, haciendo el papel del padre del cantante Gustavo Parisi.
En el 2012 fue entrevistado en un especial de Crónica TV conducido por Anabela Ascar, donde saludó a su amigo, excompañero de colegio y director del canal, Héctor Ricardo García.
Fue además un gran fanático del Turf (al igual que su padre) y habitué del "Hipódromo de Palermo"  al que frecuentaba dos veces por semana, fue por ello que tenía como comentarista a El gran Pirincho en algunos de sus programas radiales. Trabajó en tres programas de radio en los últimos diez años. Solía decir que tenía su propio caballo llamado "Piensa Nimo".

## Su encuentro con Maradona
Cuando en 1979, Diego Maradona se consagró campeón juvenil, Nimo, que trabajaba en ATC, fue enviado por el canal para realizarle una entrevista luego de que el jugador regresara para desempeñarse en la Asociación Atlética Argentinos Juniors, que iría a jugar con Racing en la cancha de Atlanta. En ese momento todos los periodistas fueron a hacerle una nota, Guillermo se quedó para lo último. En ese momento escuchó una conversación entre un productor del programa Almorzando con Mirtha Legrand y Maradona, para invitarlo a que vaya. Por lo que este contestó que iría solo si le pagaban 10.000 dólares. Entonces el productor se retiró sin dar una confirmación. En ese momento Nimo se despidió de Maradona, ya que estaba desesperanzado de que le aceptase su invitación para ir a la radio, propuesta que aceptó de forma inmediata.  Nimo fue al canal y le dijo a su productor de que Maradona iría, por lo que este le contestó que si iba le retiraría treinta minutos al programa anterior para dárselo. El jugador llegó a las 23:29, junto a su entonces novia Claudia y su representante Jorge Cysterpiller.

## Trayectoria

### Cine
- 1980: Gran valor
- 1999: Esa maldita costilla

### Televisión
- 1970: Tangolería
- 1981-1982: Semana Nueve
- 1982-1991 y 1999: Polémica en el Fútbol
- 1987-1995: La noche del sábado y La noche del domingo
- 1990-1997: Polémica en el bar
- 1993-2002: Tribuna caliente
- 1996-1997: El nieto de Don Mateo
- 2002-2004: Misión Fútbol
- 2009: Botineras
- 2012: El show del fútbol

### Videoclips
- 1995: En el tema La guitarra, de Los auténticos decadentes

## Radio
- 1996-2008: Nimo no perdona, en radio La Red.
- 2009: Nimo no perdona, en radio Cooperativa.
- 2012: Programa radial en AM 170. (domingos a las 22)

## Teatro
- Encabezó una marquesina de la calle Corrientes en el Teatro Astros en 1982 con la obra Polémica en el Teatro, junto con José Marrone, Gogó Rojo, Osvaldo Pacheco, Carmen Barbieri y Edda Díaz.
- El revistón (1982), con José Marrone, Adriana Aguirre, Mario Sapag, Carmen Barbieri, Miguel Jordán, Gabriela Butaro y Edda Díaz.
- Participó en la comedia ¡Hola mami, hola señor! (1983), con Santiago Bal, Luisa Albinoni, Rolo Puente, María Rosa Fugazot, Noemí Alan y Adriana Brodsky.
- Ocupó el cartel francés en el Teatro Premier.

En algunos de sus espectáculos fue dirigido por Gerardo Sofovich quien consideró que fue la persona que más influenció en su carrera.

## Fallecimiento
El día viernes 11 de enero de 2013 sufrió una sorpresiva descompostura en su casa, por lo que fue llevado al Sanatorio Otamendi. Guillermo Nimo falleció a los 80 años, el 12 de enero a las 6:00 en la sala de terapia intensiva donde se encontraba internado en grave estado, luego de que le practicaran una angioplastia. Habían pasado siete años que había dejado su típica boquilla que tanto lo caracterizaba pues había comenzado a fumar cuando tenía 17 años para calmar sus nervios. Sus restos descansaron en el tradicional Cementerio de la Chacarita, en la ciudad de Buenos Aires hasta que en el mes de marzo de 2023, diez años después de su fallecimiento y gracias a la gestión de su pareja Gladys H. Hernández, de sus amigos Julio El Ahmed y Guillermo Patricio Guglielmetti, este último además su fiel abogado, y con la autorización de su único hijo Guillermo Daniel Nimo, residente en los Estados Unidos, lograron la ceremonia de la cremación. Así, y desde el mediodía del martes 4 de abril de 2023, sus cenizas fueron esparcidas en un íntimo homenaje y se fusionaron en las arenas del Hipódromo Argentino de Palermo, lugar donde Guillermo Nimo era habitué y un característico gentlemen del buen turf.